# Gnomidolon grantsaui
Gnomidolon grantsaui är en skalbaggsart som beskrevs av Martins 1967. Gnomidolon grantsaui ingår i släktet Gnomidolon och familjen långhorningar.
Artens utbredningsområde är:
- Paraguay.
- Venezuela.

Inga underarter finns listade i Catalogue of Life.